# Château d'Ultrera
Le château d'Ultrera (parfois francisé en Ultrère, Oltrère, en catalan  Ultrera  ou  Oltrera ) est un château fort, aujourd'hui en ruines, situé au sommet d'un éperon rocheux escarpé du massif des Albères, dans le département des Pyrénées-Orientales. 
Il se trouve sur la commune d'Argelès-sur-Mer, mais il est historiquement lié à la commune de Sorède.
il se situe à 571 m d'altitude.

## Étymologie
Le nom d'Ultrera vient du latin Castrum Vulturarium, c'est-à-dire le château du Vautour. Ce nom reflète l'accès difficile du site. Jaubert de Reart nous signale qu'Ultrera « fut un vrai repaire de vautours au propre et au figuré ». Par la suite on trouve les noms Vulturaria,vultur, puis Ultrera.[réf. nécessaire]
La chapelle que renferme le château est souvent qualifiée de Mare de déu Vella (mère de Dieu ancienne ), car elle fut l'ancien sanctuaire dédié à la Vierge, sanctuaire qui se trouve aujourd'hui à Notre-Dame du Château, Mare de Deu del Castell en catalan,  situé en contrebas des ruines actuelles.[réf. nécessaire]

## Histoire
Le château d'Ultrera se dresse sur un éperon rocheux aride surveillant toute la plaine du Roussillon, ainsi que les gorges de Lavail. Il fait partie d'un ensemble de fortifications (dont la tour de guet de la Massane et l'ancien château de Montbram, situé au-dessus du hameau de Lavail) destinées à défendre et surveiller un passage naturel entre le Roussillon et la Catalogne. Ce point hautement stratégique fut fortifié par les Romains, probablement au moment de la conquête de la Péninsule Ibérique, mais le château n'est mentionné dans aucun écrit romain connu à ce jour. Cependant un érudit perpignanais, Alart, au XIXe siècle supposa que la construction remonterait à l'époque des guerres de Sertorius, Pompée et Jules César (82 - 47 av. J.-C.) qui se disputèrent la possession du Roussillon à de nombreuses reprises, d'autres auteurs  lui donnent une origine gothique.
Il reste très peu de choses du château romain, la majorité de l'édifice datant de l'époque wisigothique (VIe – VIIe siècles).
Il est mentionné pour la première fois dans un texte historique en l'an 673, par Julien de Tolède, archevêque de Tolède, qui relate la prise d'Ultrera par le roi wisigoth Wamba aux partisans du Duc Paul, l'un de ses lieutenants infidèles qui s'était proclamé roi de Septimanie.
Durant le Moyen Âge le château fut attaché à la seigneurie de Sorède. Les seigneurs de Sorède étant qualifiés de Seigneurs de Sorède et Ultrera, ils résidèrent au château d'Ultrera jusqu'à la construction d'une résidence seigneuriale dans le village.
Vers l'an 1000 on bâtit dans le château une chapelle de style roman (la chapelle Sainte Marie) dédiée à la Vierge, de 13,75 m de long, qui devint dès lors un lieu de pèlerinage, puis un ermitage. Il semblerait qu'entre le XVe et le XVIe siècle l'ermite fut le seul à occuper les lieux, abandonné par la garnison.
Un acte de 1100, du Cartulaire d'Elne, nous apprend qu'un certain Bernard était chapelain majeur de l'église d'Ultréra, qui fut réunie en 1296 à l'Archidiaconé du Vallespir.
Au mois de Juin 1344, Ultréra est pris par les Aragonais, Jacques de Majorque perdant toutes les places, les unes après les autres, tous les forts, châteaux qu'il avait en Roussillon.
Les guerres de François Ier et de Charles V troublèrent le pays, mais la paix de Vervins en 1598 ramène le calme en Roussillon et cause la décadence des forteresses secondaires. Elles finiront comme une vieille armure délaissée, que la rouille a rendue inutile, disait l'abbé Christofeul.
C'est au cours des fréquentes guerres entre la France et l'Espagne au XVIIe siècle que le château reprit un certain rôle militaire, un rôle de courte durée, car après le Traité des Pyrénées (1659), qui cède la Roussillon à la France, afin d'éviter tout acte de résistance pro-espagnole (la famille seigneuriale de Sorède était depuis le Moyen Âge française) Jeanne de Vilaplana (épouse de Gaston de Foix et Béarn), souvent citée comme la « Dame de Béarn » fit détruire en 1675 le château, et elle demanda que soit détruite la chapelle et que le mobilier lui soit apporté.
C'est le maréchal de Schomberg, qui était protestant, qui réalisa la destruction de la chapelle, étant à la tête d'un régiment suisse, pour un pourboire de la Dame de 18 doublons.
Peu de temps après le frère de Jeanne, François chanoine à Elne, fit bâtir l'ermitage de Notre-Dame du Château, remployant la plupart des éléments de l'ancienne chapelle, dont le portail en marbre blanc veiné de bleu, les cloches et bien sûr la Vierge. Le retable et la Vierge qui se trouvent à l'ermitage sont tous deux classés aux Monuments Historiques.

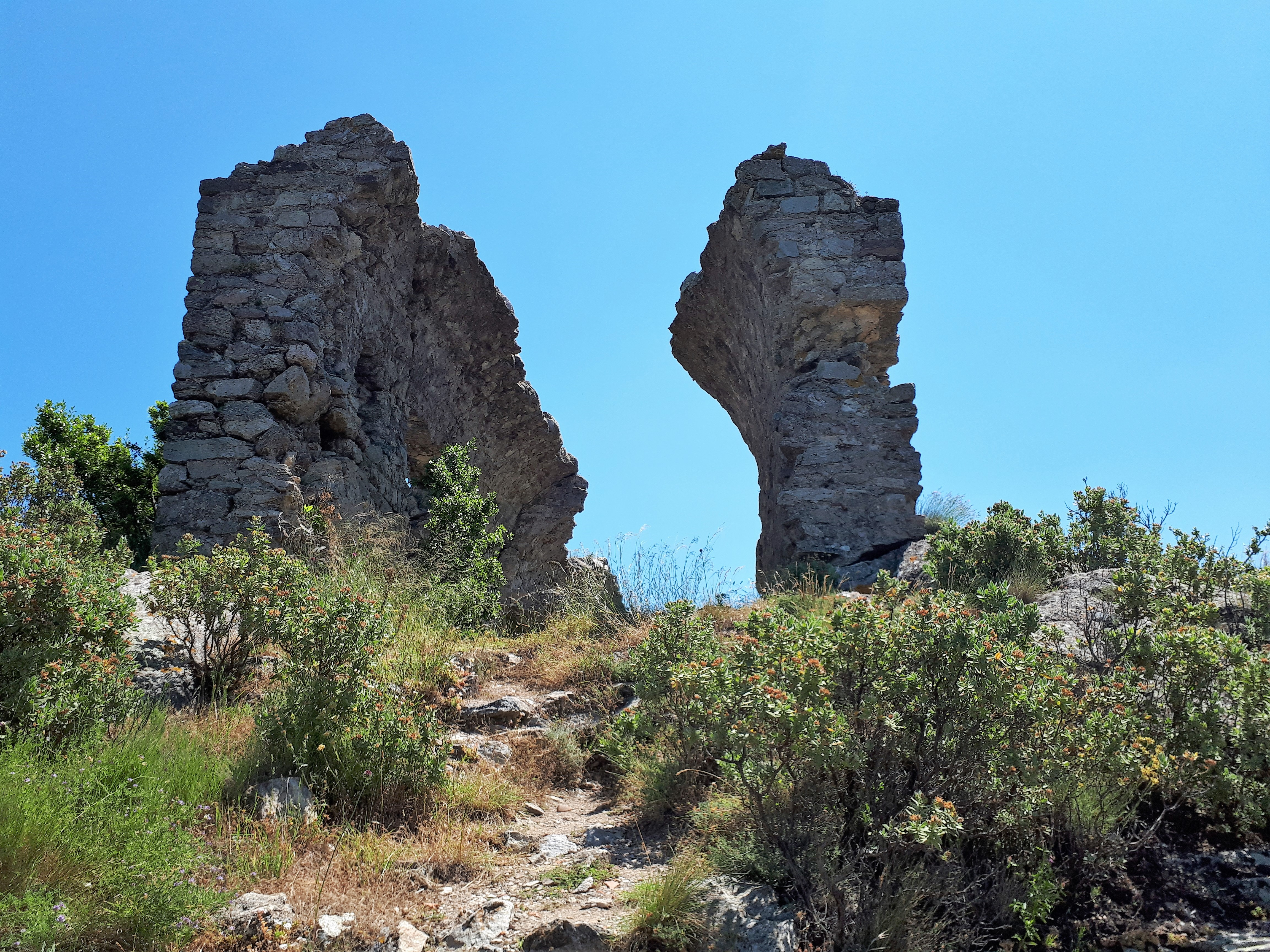
Une partie imposante des ruines du château d'Ultrera.
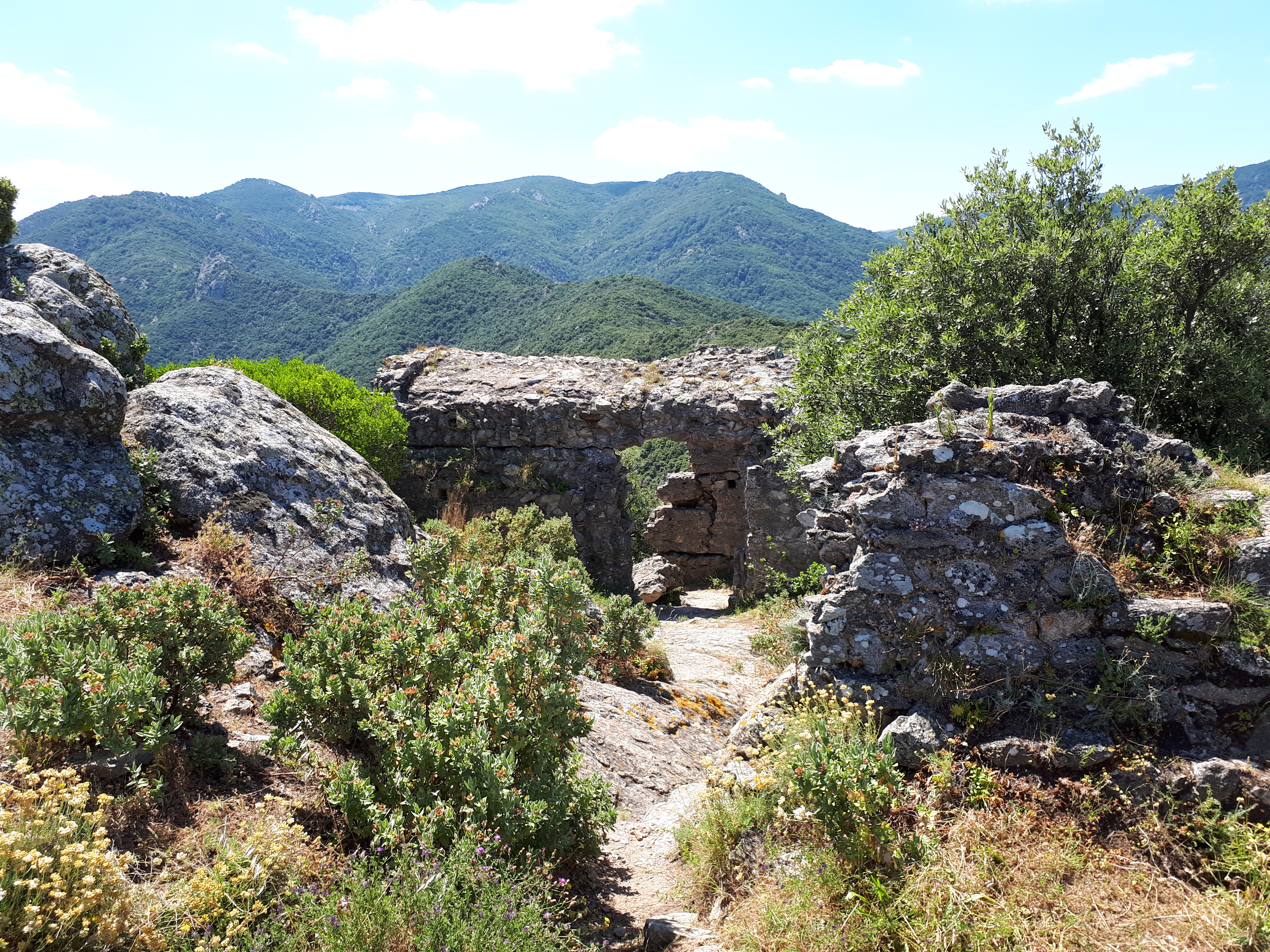
Vue au sud, vers la crête du massif des Albères.
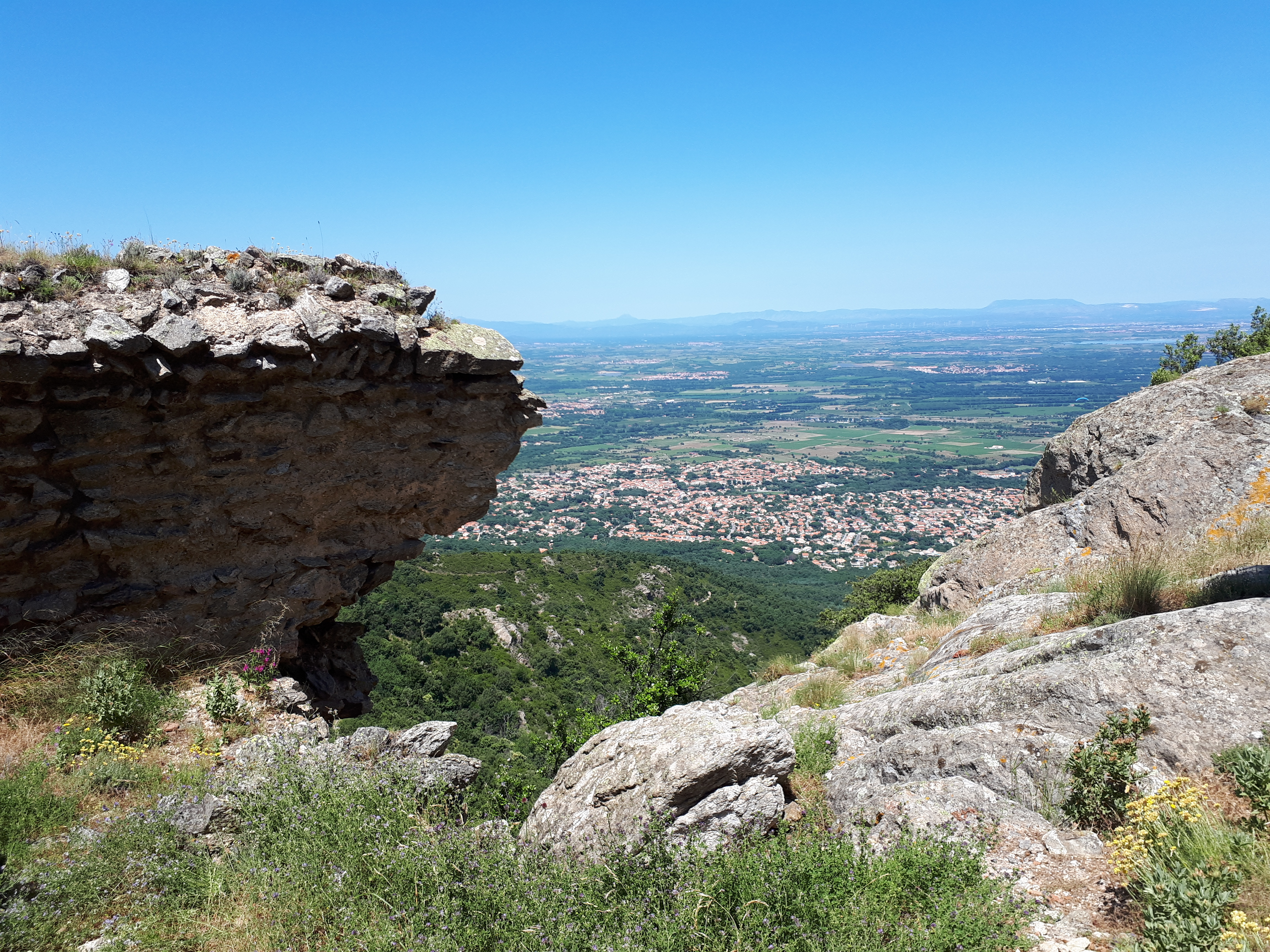
Vue vers Sorède depuis le château.
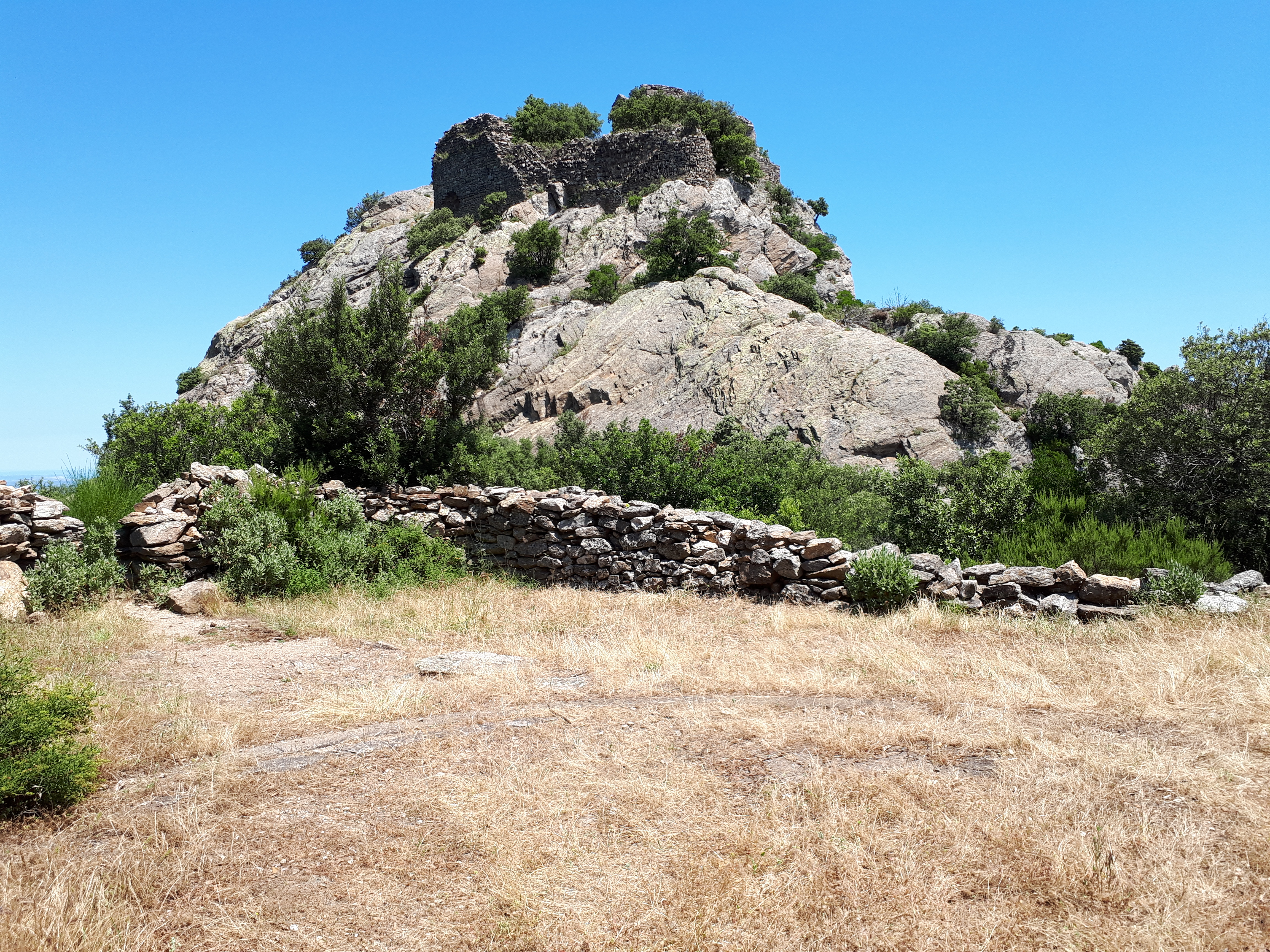
Vue vers le château depuis le "Coll del Buc", où s'est situé le "premier four solaire au monde"[1].

## Activité et fréquentation actuelle
En dehors du tourisme culturel, l'ensemble du site est un rocher d’escalade très prisé par les grimpeurs du département et du sud de la France. Environ une centaine de voies sont équipées et parcourues. 
Une partie des secteurs inscrit au domaine de la municipalité d'Argelès-sur-Mer est interdit par un arrêté municipal du 17 nov. 2017, du maire d'Argelès-sur-Mer, mais cela ne concerne pas tous les secteurs et le site reste très actif.
Plus largement le site s’est constitué en lieux de randonnées et de nature diverse (site de décollage en parapente, VTT, etc.).